# Sadový platan
Sadový platan je památný strom v Karlových Varech v Karlovarském kraji. Platan javorolistý (Platanus hispanica) roste v městském lázeňském parku v Dvořákových sadech v nadmořské výšce 395 m. Obvod kmene je 452 cm a výška dosahuje 20 m (měření 2004). Centrální dutina v kmeni je ošetřená a lze do ní nahlédnout otvorem, kterým se kmen rozevírá.
Chráněn je od roku 2004 pro svůj vzrůst a dendrologickou hodnotu.

## Stromy v okolí
- Antonín
- Dvořákův platan
- Duby u Richmondu
- Buky hraběte Chotka